# SS-Untersturmführer
SS-Untersturmführer (dobesedno SS-Podjurišni vodja; hierarhično prevedeno podporočnik; okrajšava Ustuf.) je bil najnižji častniški čin v paravojaški organizaciji Schutzstaffel (v obdobju 1939-45) in z njo povezanimi službami oz. organizacijami (Gestapo, Sicherheitsdienst (SD), Allgemeine-SS (A-SS), Waffen-SS (W-SS),...).
Do 15. oktobra 1934 je bil čin poimenovan SS-Sturmführer, nato pa so ga preimenovali. Ustrezal je činu poročnika (Leutnant) v Wehrmachtu. Nadrejen je činu SS-Hauptscharführerja (A-SS) oz. SS-Sturmscharführerja (W-SS) ter podrejen činu SS-Obersturmführerja.

## Allgemeine-SS
Znotraj A-SS se je moral pripadniki izkazati s služenjem znotraj organizacije, pri čemer mora imeti najmanj čin SS-Hauptscharführer; nadrejeni so mu morali napisati dobra priporočila oz. osebna poročila. Kandidat je nato moral lastnoročno napisati življenjepis, v katerem je opisal dotedanjo življenje ter razloge, zakaj hoče postati častnik. Vse prošnje so bile nato pregledane s strani SS-Personalhauptamta (SS-Personalne pisarne), pri čemer so preverili vse karakteristike kandidata (izobrazba, rasno poreklo, psihofizične sposobnosti, politično prepričanje,...). Če jih je izbirna komisija sprejela, je šla prošnja naprej do SS-Reichsführerja, ki je nato odobril (oz. zavrnil). povišanje. Heinrich Himmler je tako med letoma 1934 in 1938 osebno pregledal vse prošnje. 

## Waffen-SS
Ker je W-SS veljala za elito nemških oboroženih sil, je bil vstop v častniški zbor W-SS zelo težaven. Vsi novi rekruti so se morali udeležiti šolanja na vojaških akademija W-SS, t. i. SS-Junkerschulen (SS-junkerska šola). Za vstop v akademijo pa je bilo tudi tu potrebno prestati kvalifikacijski postopek. Po uspešnem šolanju je rekrut prejel čin častniškega kandidata, nakar pa je moral opraviti še praktično dobo v enotah W-SS; v primeru če je vse opravil zadovoljivo, je bil s posebno ceremonijo sprejet v častniški korpus.
Z vedno večjimi potrebami po novih vojakih so v W-SS pričeli rekrutirati tudi tujce, pri čemer so sprejemali tudi častnike bivših, poraženih oboroženih sil. V nekaterih primerih (ko so častniki prihajali iz germanskih dežel oz. so služili v germanskih oboroženih silah) so tako tujim častnikov priznali enakovreden čin v W-SS, v drugih primerih pa so jim odobrili par stopenj nižji čin. Istočasno pa se je pojavila tudi potreba po hitremu nadomeščanju padlih oz. ranjenih častnikov, tako da so izkušene višje podčastnike na mestu povišali v častnika (t. i. bojiščno oz. vojno povišanje). 

## Oznake
Oznaka čina SS-Untersturmführerja je bila na voljo v treh oblikah:
- naramenska epoleta: rebrasta epoleta (iz aluminijaste vrvice) brez oznak (v primeru nekaterih enot se je na epoleti nahajal simbol enote; epoleta je bila obrobljena z barvasto vrvico, pri čemer se je barva razlikovala glede na rod oz. službo);
- ovratna oznaka: tri zvezde na levem našitku, medtem ko sta bila na desnem ovratnem našitku dve Sig runi in
- oznaka za kamuflažno uniformo: ena trak, nad katero sta dva hrastova lista in dva žira (zelena oznaka na črni podlagi je bila pritrjena na nadlaht levega rokava).

Galerija
- Naramenska oznaka
- Ovratni oznaki
- Kamuflažna oznaka